# Divisione di Barton
La divisione di Barton è una divisione elettorale australiana nello stato del Nuovo Galles del Sud. Creata nel 1922, il suo nome è dedicato a Sir Edmund Barton, il 1º primo ministro australiano. Si trova nei quartieri meridionali della metropoli di Sydney. Il seggio ha cambiato a lungo il partito di riferimento, negli ultimi anni invece è diventato un riferimento laburista.
Il suo deputato più prominente rimane Herbert Vere Evatt, leader del partito laburista tra il 1951 e il 1960; rischiò di perdere il seggio sia alle elezioni del 1951 che a quelle del 1955, e a quelle del 1958 si candidò nel più sicuro seggio di Hunter.
La divisione di Barton è legata ad una delle vicende più sconcertanti della politica australiana. Il suo primo membro infatti, il laburista Frederick McDonald, scomparve poco dopo la sua sconfitta del 1925 nei confronti del nazionalista Thomas Ley; ad oggi si crede che Ley contribuì a farlo assassinare. Più tardi Ley fu ritenuto insano di mente e morì nell'asilo psichiatrico di Broadmoor.

## Deputati
| Deputato          | Deputato           | Partito          | Periodo      |
| ----------------- | ------------------ | ---------------- | ------------ |
|                   | Frederick McDonald | Laburista        | 1922–1925    |
|                   | Thomas Ley         | Nazionalista     | 1925–1928    |
|                   | James Tully        | Laburista        | 1928–1931    |
|                   | Albert Lane        | United Australia | 1931–1940    |
|                   | H. V. Evatt        | Laburista        | 1940–1958    |
| Leonard Reynolds  | 1958–1966          | Laburista        |              |
|                   | William Arthur     | Liberale         | 1966–1969    |
|                   | Leonard Reynolds   | Laburista        | 1969–1975    |
|                   | James Bradfield    | Liberale         | 1975–1983    |
|                   | Gary Punch         | Laburista        | 1983–1996    |
| Robert McClelland | 1996–2013          | Laburista        |              |
|                   | Nickolas Varvaris  | Liberale         | 2013–2016    |
|                   | Linda Burney       | Laburista        | 2016–attuale |